# Routier
Routier település Franciaországban, Aude megyében. Lakosainak száma 234 fő (2022. január 1.). Routier Alaigne, Belvèze-du-Razès, Brugairolles, Cambieure, Donazac, Lauraguel, Malviès és Pauligne községekkel határos.

## Népesség
A település népessége az elmúlt években az alábbi módon változott:
| Lakosok száma | 279  | 250  | 237  | 252  | 252  | 250  | 248  | 241  | 238  | 234  |
|               | 1968 | 1982 | 1990 | 2006 | 2013 | 2015 | 2017 | 2019 | 2020 | 2022 |